# Parafia Świętej Trójcy w Tuchorzy
Parafia Świętej Trójcy w Tuchorzy – parafia rzymskokatolicka, znajdująca się w archidiecezji poznańskiej, w dekanacie zbąszyńskim.